# Léon Darrien
Léon Darrien est un gymnaste belge né le 25 octobre 1887 et mort le 19 février 1973.

## Biographie
Léon Darrien fait partie de l'équipe de Belgique qui remporte la médaille de bronze en système suédois par équipes aux Jeux olympiques d'été de 1920 se tenant à Anvers.